# 元孚
元孚（5世纪—540年），字秀和，河南郡洛阳县（今河南省洛阳市东）人，魏太武帝拓跋焘曾孙，雍州刺史臨淮王拓跋提之子。

## 生平
元孚年轻时善辩有美名，累進兼尚書右丞。灵太后胡氏臨朝称制，当时宦官干政，元孚总括《古今名妃贤后》传记四卷，奏上劝諫太后，转任尚書左丞。
正光四年（523年）柔然可汗阿那瓌因饥荒劫掠北魏边塞。他上疏主张赈给粮畜与柔然，并与之互通关市，同时在边塞开设军屯，且耕且守。建言应以汉法制柔然，未被采纳。朝廷任命元孚兼尚書，为北道行台，至柔玄鎮、怀荒镇二镇间阿那瓌处赈恤怀柔。阿那瓌拘留元孚，但是称他为行台，特别地表示尊敬。后遣返元孚回到北魏。有司以其辱命，下廷尉，处流放之罪。
後任冀州刺史，劝课农桑，深得州人称颂。州内称他为慈父，邻州号称神君。冀州張孟都、張洪建、馬潘、崔獨憐、張叔緒、崔醜、張天宜、崔思哲八家，号称八王，不服北魏統制，元孚赴任冀州，都表示服從。孝昌三年（527年）十一月、冀州北怀朔镇将葛荣攻陷、元孚被擒。葛荣想要杀死元孚兄子元子礼，元孚请求先死贖元子礼的活命，叩頭流血，葛荣于是没有殺元子礼。葛荣聚集将士議論元孚的死罪，元孚之兄元祜和元孚争相请死。張孟都、馬潘、張叔緒数百人叩頭请求替换元孚活命。葛荣说「他们都是魏之誠臣義士」，同时拘禁的五百人，皆免死刑。葛荣之乱平定，元孚回朝，再任冀州刺史。
永安二年（529年）五月，元顥入洛陽，任命元孚为東道行台，封彭城郡王。元孚把元顥的封書送给在河内郡的魏孝庄帝，向朝廷表示忠誠。元顥敗死，元孚被封为万年乡男。
永安末年，元孚受孝庄帝之命作《監儀注》，考定钟磬声律，修补残缺的乐器。修定仪乐，颇有成效。太傅長孫稚解声律，对元孚評价很高。
永熙三年（534年），随魏孝武帝入关中。任尚書左僕射，封扶風郡王，監国史。
大統二年（536年）九月，元孚为司空，不久扶风王元孚为司徒，斛斯椿为太傅。大統三年（537年）六月，西魏任命扶风王元孚为太保，梁景睿为太傅，广平王元赞为太尉，开府仪同三司王盟为司空。大統四年（538年）元孚赴柔然，迎阿那瓌長女郁久閭氏为西魏文帝的皇后，護送到長安。大統五年（539年）七月，任太尉。大統六年（540年）正月，元孚去世。追贈大司馬、録尚書事。諡文簡。

## 家庭

### 兄弟
- 元昌
- 元祜，东魏卫将军、徐州刺史、武强孝穆子
- 元颖，北魏员外郎

### 儿子
- 元端，西魏大行台尚書、華州刺史、扶风王
- 元冏，第二子，北齐镇远将军、员外散骑侍郎[1][2]